# Атрихум волнистый
А́трихум волни́стый (лат. Atrichum undulatum) — вид политриховых мхов, типовой вид рода Атрихум семейства Политриховые (Polytrichaceae).

## Описание

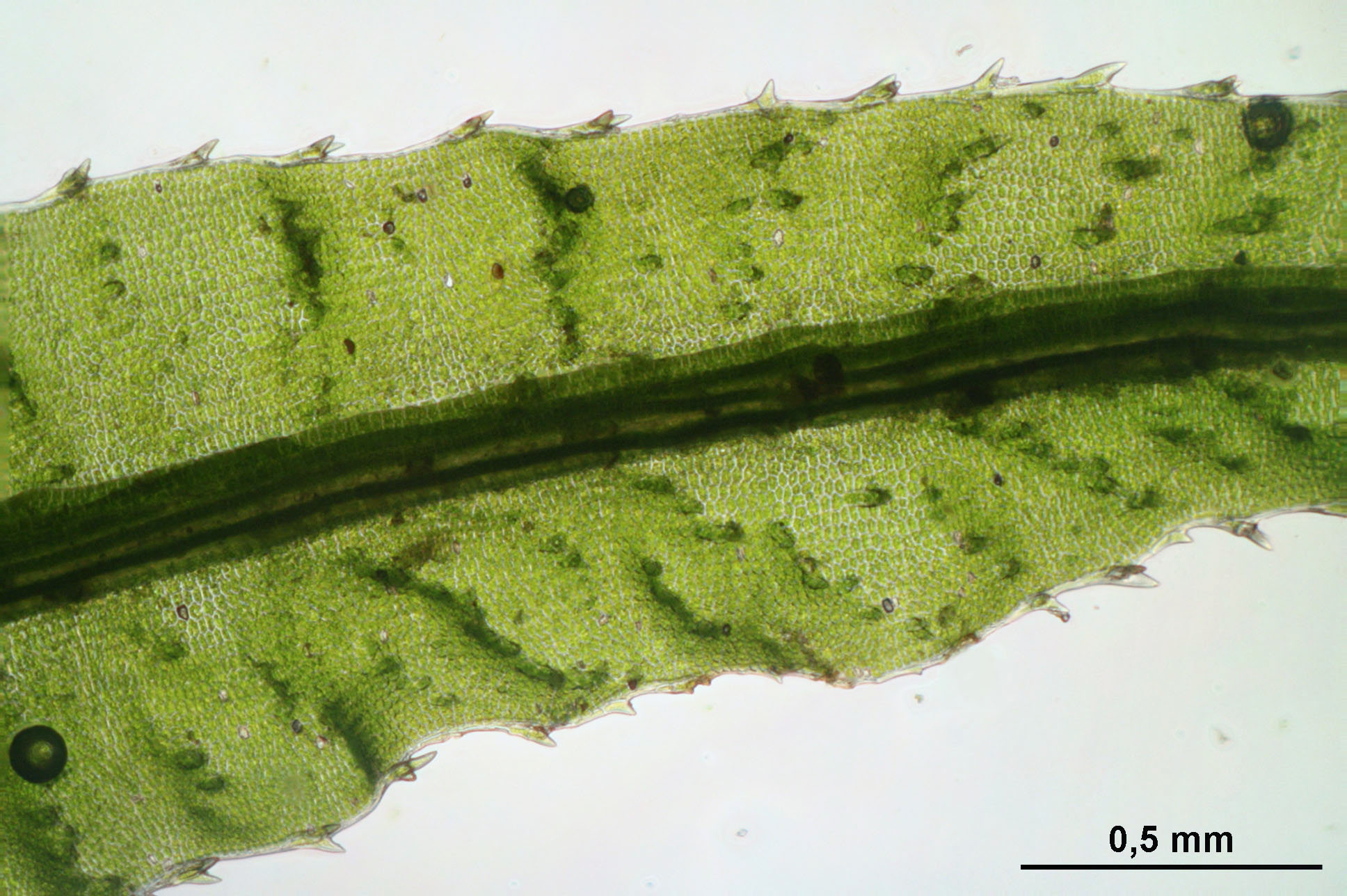
По краю листа заметны простые и двойные зубцы, по жилке — продольные пластинки

Зелёный, тёмно-зелёный или буроватый мох, образующий крупные рыхлые дерновинки. Стебель 3—5 (8—10) см длиной, как правило, простой, в основании с ризоидами.
Нижние листья чешуевидные, красноватые, прижатые к стеблю. Верхние листья при высыхании курчавые, во влажном состоянии — волнистые, линейно-ланцетные, как правило, с заострённым концом, 5—9 мм длиной и 1—1,5 мм шириной. Край листьев с одиночными и парными зубцами почти до самого основания, с 1—3 рядами узких вздутых клеток. Жилка узкая, доходит до верхушки листа, с брюшной (нижней) стороны с 2—6 пластинками высотой в 3—5 клеток. Клетки листовой пластинки 15—35 мкм, округло-угловатые.
Спорогон, как правило, одиночный (описаны формы с 2—3 спорогонами). Коробочка цилиндрическая, обычно изогнутая, красно-бурая, до 5(8) мм длиной и до 1 мм шириной. Перистом с 32 зубцами до 0,5 мм длиной. Крышечка почти равная по длине самой коробочке, клювовидная, с полушаровидным основанием. Ножка толстая, красно-бурая, 2—4 см длиной.
Споры 16—28 мкм, жёлто-зелёные, созревают поздней осенью.

## Среда обитания и распространение
Обычный мох в лесостепной и южнотаёжной зонах, севернее и южнее встречающийся значительно реже. Наиболее часто встречается на почве в лесах, нередко по сорным местам.
Распространён по всей Европе, в Северной Африке, Малой Азии, Южной Сибири, на Дальнем Востоке, в Японии, Северной Америке.

## Таксономия

### Синонимы
- Catharinea undulata (Hedw.) F.Weber & D.Mohr, 1803
- Oligotrichum undulatum (Hedw.) Lam. & DC., 1805
- Pogonatum undulatum (Hedw.) Opiz, 1827
- Polytrichum undulatum Hedw., 1801basionym

и другие.